# Champ magnétique terrestre

Variation modélisée du champ magnétique terrestre face à une tempête de « vent solaire ».

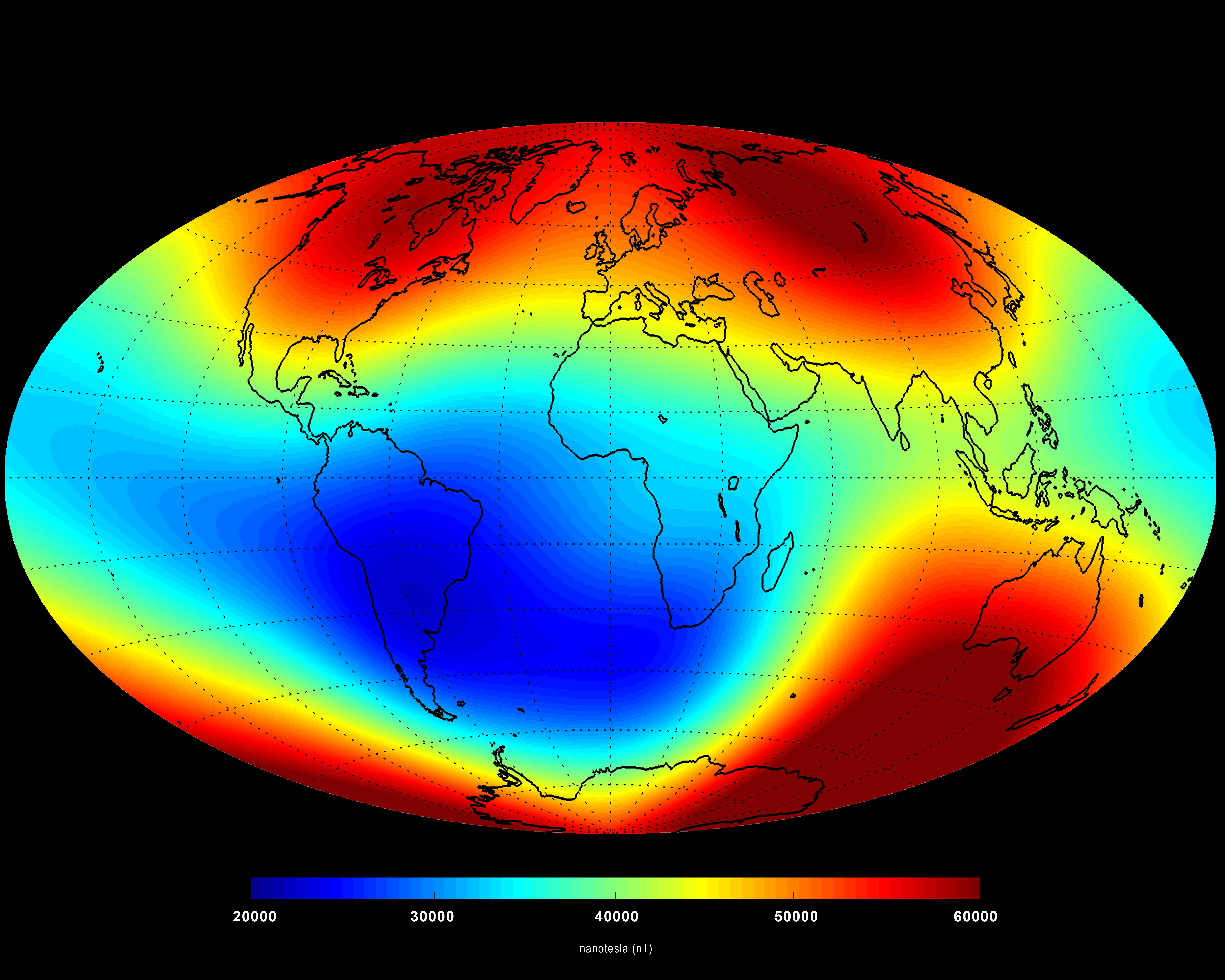
Champ magnétique terrestre mesuré en juin 2014 par la sonde Swarm (ESA/DTU Space).

Le champ magnétique terrestre, aussi appelé bouclier terrestre, est un champ magnétique planétaire, présent dans un vaste espace autour de la Terre (de manière non uniforme du fait de son interaction avec le vent solaire) ainsi que dans la croûte et le manteau.
Il a son origine dans le noyau externe, par un mécanisme de dynamo auto-excitée. Le métal conducteur liquide présent dans le noyau externe est mis en mouvement par convection thermique et la force de Coriolis due à la rotation de la Terre, ce qui génère un champ magnétique semblable à celui d'un dipôle grossièrement aligné sur l'axe de rotation de la Terre.
Étant dépendant de la structure du noyau et de mouvements chaotiques, le champ magnétique n'est pas stable et peut subir des variations, dérives et même des inversions. L'étude de ces variations sur des millions et milliards d'années est le paléomagnétisme, et dans l'histoire et la Préhistoire l'archéomagnétisme.
Il joue un rôle majeur dans le développement et la protection  de la vie sur Terre, en détournant les effets nocifs du vent solaire et notamment la destruction de son atmosphère.

## Âge et origine
Selon les études de John Tarduno de l'université de Rochester (États-Unis), la Terre possédait déjà un champ magnétique il y a 3,45 milliards d'années,. À cette époque l'intensité du champ était de 50 à 70 % de sa valeur actuelle. Mais dès 3,2 Ga le champ terrestre était aussi intense qu'aujourd'hui,. Il a été proposé en 2014 que le champ magnétique terrestre existait déjà il y a 4,2 milliards d'années mais la validité de ces études, fondées sur la magnétisation de cristaux anciens de zircon, a été remise en cause en 2020.
Le champ magnétique terrestre est généré par des courants électriques internes, ces courants étant eux-mêmes entretenus par les mouvements de convection du noyau externe, constitué de métal liquide (essentiellement fer et nickel). Ce noyau externe fonctionne comme une dynamo auto-excitée (on dit aussi auto-entretenue), c'est-à-dire que le champ magnétique est à l'origine des courants électriques qui eux-mêmes engendrent le champ (imbrication de l'induction électromagnétique et de la loi de Biot et Savart). La convection est sans doute solutale (due à des gradients de concentration) plutôt que thermique (due à des gradients de température), et intimement liée à la croissance du noyau interne : le fer-nickel solide étant moins riche en éléments dissous que le liquide, la cristallisation de ce liquide enrichit la base du noyau externe en éléments dissous ; ces éléments étant plus légers que Fe et Ni, le liquide métallique profond tend à remonter sous l'effet de la poussée d'Archimède,,.
Le noyau interne est cependant trop jeune pour que le mécanisme ci-dessus ait pu fonctionner il y a plus de 1,5 Ga. Un autre processus de convection solutale aurait alors été l'exsolution d'oxyde de magnésium MgO, due au refroidissement progressif du noyau (alors entièrement liquide). MgO est en effet soluble dans le fer liquide à très haute température. Une quantité importante de MgO a pu être dissoute dans le noyau lors de l'accrétion de la Terre, et notamment lors du gigantesque impact à l'origine de la Lune.

## Description

Le champ magnétique terrestre peut être vu comme celui d'un aimant droit.

Le champ magnétique terrestre peut être comparé, en première approximation, à celui d'un aimant droit (ou d'un dipôle magnétique, ou d'une bobine plate parcourue par un courant électrique), de moment magnétique 7,7 × 1022 A m2 en 2000. Le point central de cet aimant n'est pas exactement au centre de la Terre, il se trouve à quelques centaines de kilomètres du centre géométrique. Cette approximation ne doit pas faire oublier que le champ a des composantes multipolaires dont l'intensité, bien que beaucoup plus faible que la composante dipolaire, n'est pas négligeable, notamment lors d'une inversion du champ magnétique terrestre qui voit l'affaiblissement de l'intensité du dipôle si bien que les composantes non dipolaires deviennent prédominantes.
La théorie du potentiel décrit, à partir de l'équation de Laplace, qu'à cet aimant droit se superposent en second ordre un quadrupôle, au troisième ordre un octopôle, etc., jusqu'à l'infini. Cette décomposition dite en harmoniques sphériques admet des coefficients qui pondèrent l'importance à attribuer à chaque aimant. Le premier à avoir mesuré leur valeur est Gauss à partir d'un maillage d'observatoires magnétiques répartis autour de la Terre, puis d'en tirer des études statistiques.
L'ensemble des lignes de champ magnétique de la Terre situées au-dessus de l'ionosphère, soit à plus de 1 000 km, est appelé magnétosphère. L'influence du champ magnétique terrestre se fait sentir à plusieurs dizaines de milliers de kilomètres.
D'autres planètes du système solaire possèdent un champ magnétique : Mercure, Saturne, Uranus, Neptune et surtout Jupiter. Le Soleil lui-même en possède un.
Bien que les aimants aient été connus depuis l'Antiquité, ce sont les Chinois qui, vers l'an 1000-1100 les utilisèrent pour s'orienter à l'aide de la boussole. La relation entre les aimants et le champ magnétique terrestre fut découverte en 1600, par William Gilbert, un physicien anglais et médecin de la reine Élisabeth Ire qui publie en 1600 de Magno Magnete Tellure (« Du Grand Aimant de la Terre »). Cette théorie est la première concernant des caractéristiques globales de la Terre, avant la gravité d'Isaac Newton. Il démontra comment une boussole placée à la surface d'une boule magnétisée (la « Terrella ») indique toujours le même point, comme elle le fait sur la Terre.

### Notion de pôle

Le dipôle terrestre.

Les pôles magnétiques sont conventionnellement définis comme étant les points de la surface terrestre où le champ magnétique est localement vertical, c'est-à-dire que l'inclinaison magnétique est de 90 degrés (voir ci-après les propriétés du champ magnétique pour une définition de l'inclinaison). Il y a un pôle magnétique par hémisphère, le nord et le sud. Au XIe siècle, le polymathe Chinois Shen Kuo a été le premier à remarquer que les pôles géographiques et magnétiques ne se correspondaient pas. C'est en 1831, que les scientifiques ont constaté que les pôles magnétiques se déplaçaient.
Le pôle Nord magnétique terrestre est en fait un pôle de magnétisme « sud ». Il s'agit d'une pure convention, due au choix d’appeler « nord » la pointe de l'aiguille de la boussole qui pointe ce pôle magnétique, qui n'est pas très éloigné du pôle Nord géographique. L'axe géomagnétique, passant par les deux pôles géomagnétiques, fait un angle de 11,5° par rapport à l'axe de rotation de la Terre ; c'est la déclinaison magnétique.
Une mesure d'avril 2007 par le projet « Poly-Arctique » a situé le pôle Nord magnétique (Nm) à une latitude de 83,95° N et une longitude de 121,02° O (83° 57′ 00″ N, 121° 01′ 12″ O), soit à 673 km du pôle Nord géographique (Ng) et avec alors une vitesse moyenne de déplacement de 55 km/an contre 15 km/an avant 1990. Cette accélération fait que le pôle s'est déplacé autant, durant les 20 premières années du XXIe siècle, que durant tout le XXe siècle.

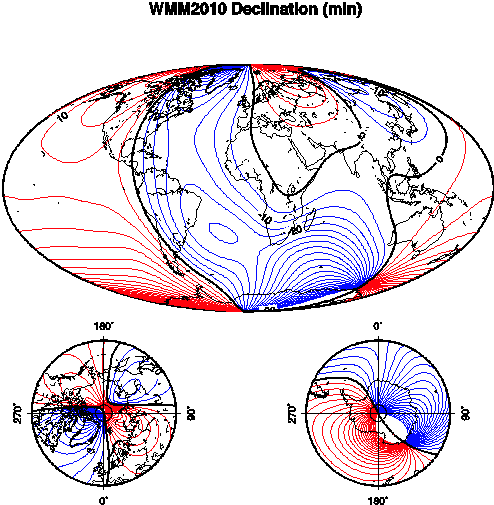
Lignes de déclinaison magnétique dérivé du World Magnetic Model 2010.

Depuis le milieu des années 1990, il se dirige du Canada (où il avait toujours été localisé depuis les premières mesures) vers la Sibérie sans que cette évolution soit comprise par la communauté scientifique.
À l'été 2010, il était à 550 km du pôle Nord géographique.
L'accélération du déplacement se conjugue à un autre phénomène, les « secousses géomagnétiques », impulsions qui donnent localement un « coup d'accélérateur » au champ magnétique. Il s'en est produite une en 2016[réf. souhaitée]. Les services spécialisés américains ont ainsi été amenés à diffuser, en 2019, une nouvelle version du World magnetic model, l'une des références en la matière[réf. souhaitée].
En septembre 2019, la longitude du pôle Nord magnétique était celle du méridien de Greenwich.
En outre la position du pôle magnétique varie au cours de la journée, se déplaçant ainsi de plusieurs dizaines de km autour de sa position moyenne.
Le pôle Sud magnétique, quant à lui, se trouve au large de la Terre Adélie, dans la mer d'Urville, à 65° S et 138° E.
| Pôle Nord magnétique | (2001) 81° 18′ N, 110° 48′ O | (2004) 82° 18′ N, 113° 24′ O | (2005) 82° 42′ N, 114° 24′ O | (2010) 85° 00′ N, 132° 36′ O |
| Pôle Sud magnétique  | (1998) 64° 00′ S, 138° 30′ E | (2004) 63° 30′ S, 138° 00′ E | (2005)63° 06′ S, 137° 30′ E  | (2010) 64° 24′ S, 137° 18′ E |

### Propriétés du champ magnétique
En un point donné du champ magnétique terrestre, le vecteur champ magnétique {\displaystyle {\vec {B}}} peut être décomposé en une composante verticale {\displaystyle {\vec {B}}_{\mathrm {v} }} (dirigée selon la verticale locale, soit en gros vers le centre de la Terre) et une composante horizontale {\displaystyle {\vec {B}}_{0}}. Aux pôles magnétiques, la composante horizontale a une valeur nulle.
- L'angle formé par {\displaystyle {\vec {B}}} et {\displaystyle {\vec {B}}_{0}} est appelé « inclinaison ». Il augmente donc lorsque l'on se rapproche des pôles magnétiques, en tendant vers 90°.
- L'angle (orienté) de la direction du pôle Nord géographique vers {\displaystyle {\vec {B}}_{0}} est appelé « déclinaison ».
- Le module de {\displaystyle {\vec {B}}} est appelé « intensité ».

Le vent solaire est responsable de variations du champ mesuré, par les courants électriques qu'il engendre dans l'ionosphère et la magnétosphère. En fonction de l'activité solaire, les orages magnétiques peuvent perturber le champ magnétique terrestre en faisant varier l'intensité de la composante horizontale B0. De plus, les vents solaires déforment les lignes de champ du champ magnétique terrestre. Côté jour, elles sont aplaties vers la Terre, et du côté nuit, elles s'écartent sur une dizaine de rayons terrestres.
La valeur de l'induction magnétique est exprimée en teslas (nom de l'unité dans le Système International d'unités), en l'honneur de Nikola Tesla. Actuellement, elle est de l'ordre de 47 μT au centre de la France.
L’archéomagnétisme, fondé sur l'étude des traces de champ magnétique fixées dans les objets archéologiques (briques, céramiques, etc.), et le paléomagnétisme, fondé plutôt sur les roches, permettent de comprendre l'évolution du géomagnétisme au fil du temps ; en datant les inversions de polarité magnétique au travers des âges, par exemple.

## Mesure du champ magnétique terrestre

### Méthode des périodes
Pour deux bobines de Helmholtz identiques séparées d'une distance égale à leur rayon, le champ créé au milieu de ces deux bobines peut être considéré comme uniforme (les deux bobines sont parcourues par le même courant). En plaçant ces bobines de telle sorte que le champ qu’elles induisent soit aligné avec le champ magnétique terrestre, le champ total résultant entre les bobines est donc : 
{\displaystyle {\overrightarrow {B_{1}}}={\overrightarrow {B_{t}}}+{\overrightarrow {B_{i}}}}.
Une aiguille aimantée (boussole) placée en R/2 s’aligne avec ce champ résultant. Écartée de sa position d’équilibre, elle oscille à une période : 
{\displaystyle T_{1}=2\pi \left[{\frac {J}{\mu (B_{t}+B_{i})}}\right]^{1/2}}
où μ désigne le moment magnétique de l’aimant et J son moment d’inertie.
Si on inverse le sens du courant dans les bobines, le champ induit change de sens (conservation de la direction colinéaire au champ terrestre). En veillant à ce que le champ induit par la bobine soit inférieur au champ magnétique terrestre (il ne faut pas que le changement du sens du courant induise un changement de sens de l'aiguille), l’aiguille oscille alors à la période : 
{\displaystyle T_{2}=2\pi \left[{\frac {J}{\mu (B_{t}-B_{i})}}\right]^{1/2}}.
À partir de ces deux périodes on obtient :
{\displaystyle B_{t}=B_{i}{\frac {(T_{1}^{2}+T_{2}^{2})}{(T_{2}^{2}-T_{1}^{2})}}}.
Ainsi, si on considère des bobines de rayon R, composées de N spires et parcourues par un courant d’intensité I, en mesurant T1 et T2 on en déduit le champ magnétique terrestre :
{\displaystyle B_{t}=(4/5)^{3/2}{\frac {NI\mu _{0}}{R}}{\frac {(T_{1}^{2}+T_{2}^{2})}{(T_{2}^{2}-T_{1}^{2})}}}.

### Méthode des tangentes
Les bobines de Helmholtz sont cette fois placées de telle sorte que le champ qu’elles induisent soit orthogonal au champ magnétique terrestre.
L’aiguille aimantée, soumise à l’action de deux champs, s’oriente suivant leur résultante. Le champ résultant auquel est soumis la boussole est égal à la somme du champ terrestre et du champ induit et est aligné dans la direction α telle que:
{\displaystyle B_{i}=B_{t}\tan \left({\frac {\pi }{2}}-\alpha \right)}.
Une mesure de l’angle α permet d’obtenir la valeur du champ magnétique : 
{\displaystyle B_{t}=(4/5)^{3/2}{\frac {NI\mu _{0}}{R}}{\frac {1}{{\frac {\pi }{2}}-\alpha }}}.

## Applications

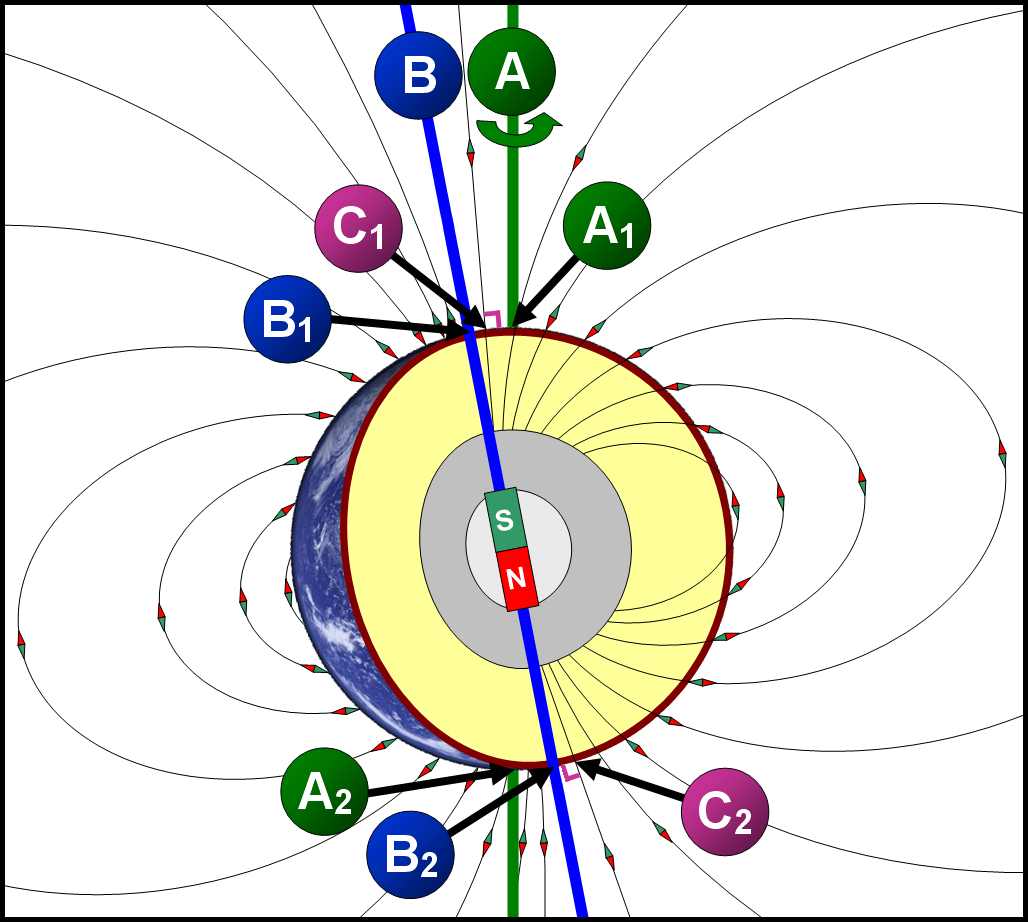
Représentation des pôles magnétiques et géographiques de la Terre.

### Boussole
L'aiguille d'une boussole parfaite (non perturbée par un champ parasite) s'oriente suivant la composante parallèle au cadran (normalement positionné horizontalement), restant tangente à la ligne de champ du lieu où elle se trouve. La boussole indique la direction du pôle Nord magnétique (et non celle du pôle Nord géographique) ; la différence angulaire relative étant appelée la déclinaison magnétique, dont la valeur dépend du lieu où l'on se trouve.
La boussole utilisée en navigation, appelée compas, n'indique généralement pas le Nord magnétique, mais le Nord compas, direction à laquelle il faut apporter encore une autre correction (appelée la déviation du compas), afin de retrouver la direction du Nord magnétique.
La déclinaison magnétique d'un lieu est fournie sur les cartes détaillées (1/50 000 ou 1/25 000) de la région. Sur les cartes marines et aéronautiques est également fournie une estimation de sa variation annuelle (par exemple diminution de 6' par an). Pour certaines applications modernes (aviation...), on utilise plutôt un magnétomètre, qui mesure les trois composantes du vecteur champ magnétique.

### Archéomagnétisme
L'archéomagnétisme exploite les traces du champ magnétique fixées dans les objets archéologiques (briques, céramiques, etc.). Au cours du refroidissement d'une poterie après cuisson, l'aimantation acquise lors du passage en dessous de la température de Curie enregistre l'intensité et l'orientation du champ magnétique à cette époque.

### Paléomagnétisme
Le paléomagnétisme est fondé sur l'analyse des variations du champ magnétique enregistrées par les roches. Lors de la formation d'une roche magmatique par refroidissement d'un magma, les minéraux magnétiques comme la magnétite acquièrent une aimantation qui enregistre l'intensité et la direction du champ magnétique terrestre de l'époque. Les travaux de Xavier Le Pichon dans les années 1970, ont permis de mettre en évidence le phénomène de dérive des continents, à partir de l'étude de la variation du champ magnétique terrestre enregistrée au niveau des dorsales médio-Atlantique. On a ainsi pu découvrir que le champ magnétique terrestre a subi de multiples inversions de polarité au cours des millions d'années.
Une application particulière du paléomagnétisme est la reconstitution des plaques tectoniques, qui vise à déterminer les positions passées des plaques les unes par rapport aux autres ou par rapport à des points de référence, tels que le champ magnétique terrestre et les groupes de points chauds. Cela permet de comprendre la configuration des anciens supercontinents et de reconstruire les paléogéographies. Les méthodes reposent notamment sur l'analyse des bandes magnétiques de la croûte océanique, datées par magnétostratigraphie, pour éliminer les effets de l'expansion du fond marin. Ces reconstructions restent cependant relatives, car la croûte océanique la plus ancienne disponible date du Jurassique, soit environ 175 millions d'années.

### Exploration minière

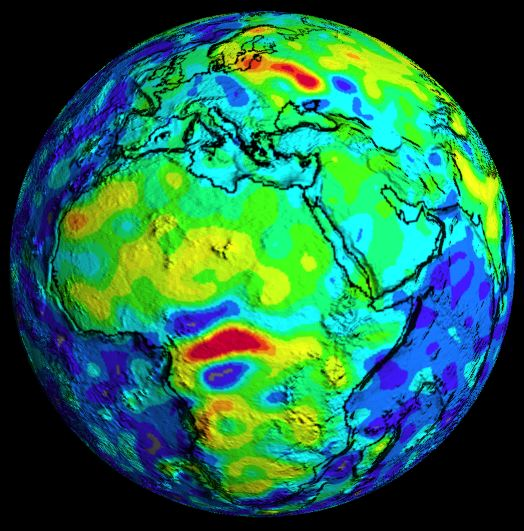
Les anomalies magnétiques (en rouge) mises en évidence à l'échelle continentale par cette carte réalisée par la NASA sont la trace de deux des plus importants gisements de magnétite exploitables à ciel ouvert.

La prospection minière constitue un des grands domaines d'application de l'étude du géomagnétisme. Différentes roches possédant différentes aimantations, la valeur de l'intensité du champ magnétique terrestre s'en trouve modifiée. Il est ainsi possible d'obtenir une carte des structures en profondeur, selon les variations d'aimantation des roches.

## Conséquences biologiques

### Bouclier protecteur pour la vie
Le champ magnétique terrestre joue un rôle essentiel dans le développement de la vie sur Terre (surtout sur la terre ferme et dans les airs), en déviant les particules mortelles du vent solaire, qui forment ainsi les aurores polaires.
Il y a entre 575 et 565 millions d'années (Ma), le champ magnétique terrestre est resté constamment extrêmement faible, or cette période correspond à l'explosion d'Avalon, l'apparition d'une grande diversité de formes animales. Pendant le reste de l'Édiacarien (635 à 541 Ma), les inversions du champ ont été très fréquentes et le champ moyen très faible. Il y a peut-être un lien de cause à effet entre ce faible champ et la diversification des animaux, via par exemple l'augmentation de la concentration de l'air en dioxygène en raison d'une dissociation accrue de la vapeur d'eau.
Le noyau externe (liquide), qui génère le champ magnétique terrestre global, se refroidit très lentement. Le noyau interne (solide) grossit par la solidification du métal liquide du noyau externe en contact avec le noyau interne. Il est estimé que le noyau externe sera (presque) entièrement solidifié dans quelques milliards d'années, et qu'en conséquence le champ magnétique global aura alors disparu. La Terre présentera alors des conditions comparables à celles que présente Vénus actuellement, sans champ magnétique global.

### Guidage des animaux migrateurs
De nombreux animaux grands migrateurs terrestres (ex. : oiseaux) ou aquatiques (ex. : tortues marines) semblent dotés d'une perception fine du champ magnétique terrestre (magnétoréception), même si d'autres sens interviennent lors des migrations. Par exemple les tortues caouanne sont sensibles à la latitude en fonction du champ magnétique terrestre et de son inclinaison. Ainsi de très jeunes tortues de cette espèce placées, peu après leur éclosion, en bassin reproduisant des conditions de champ magnétique d’autres régions (Porto Rico et Cap-Vert, situés sur leur route migratoire habituelle à la même latitude (20°N), mais à des longitudes différentes) se sont rapidement orientées dans la direction qu’elles prendraient dans cet environnement (respectivement vers le NE et vers le SE).

## Inversions du champ magnétique terrestre
L'inversion du champ magnétique terrestre est un phénomène récurrent dans l'histoire géologique terrestre, le pôle Nord magnétique se déplace au pôle Sud géographique, et inversement. C'est le résultat d'une perturbation de la stabilité du noyau de la Terre. Le champ magnétique s’affole alors pendant une courte période (de 1000 à 10 000 ans) pendant laquelle les pôles magnétiques se déplacent rapidement sur toute la surface du globe, ou disparaissent, selon les théories.
Au cours de cette transition, l'intensité du champ magnétique est très faible et la surface de la planète peut être exposée au vent solaire, potentiellement dangereux pour les organismes vivants. Si cela se produisait aujourd'hui, de nombreuses technologies utilisant le champ magnétique pourraient aussi être affectées.
À la fin de cette période de transition, soit les pôles magnétiques reprennent leurs positions initiales, il s'agit alors seulement d'une excursion géomagnétique, soit ils permutent et on parle alors d'inversion.
Le champ terrestre s'est inversé environ 300 fois ces derniers 200 millions d'années. La dernière inversion est survenue il y a 780 000 ans et la dernière excursion il y a 33 000 ans. Personne ne sait quand la prochaine se produira.